# Кристиан (Брашов)
Кристиан (рум. Cristian) насеље је у Румунији у округу Брашов у општини Кристиан. Oпштина се налази на надморској висини од 603 m.

## Историја
Током 17. века на просторе око Брашова стигли су "Словени" (Срби...). Срби су мирно живели уз Влахе, делећи исту судбину, а затим нестали из дако-римске аутохтоне популације. Околина села Кристијана је подручје интензивне румунизације, при чему се становништво трансформише у "румунски народ".
Према државном шематизму православног клира Угарске 1846. године у месту Керестенифалва живело је 109 православних породица. Православни парох био је тада поп Стефан Поповић.
У православној цркви посвећеној Вазнесењу Господњем, која је изграђена 1795. године, иконостас је осликан 1824. године трошком пароха поп Стојка Поповића и његове супруге Буцуре.
Село Кристијан се до 1918. године спојило са суседним Нојштатом (који се јавља под тим именом 1601). Кристијан је сада део Нојштата.

## Становништво
Према подацима из 2002. године у насељу је живело 3924 становника.

### Попис2002.
| Расподела становништва по националности 2002.‍ | Расподела становништва по националности 2002.‍ | Расподела становништва по националности 2002.‍ | Расподела становништва по националности 2002.‍ | Расподела становништва по националности 2002.‍ |
| --------------------------------------------- | --------------------------------------------- | --------------------------------------------- | --------------------------------------------- | --------------------------------------------- |
|                                               |                                               |                                               |                                               |                                               |
| Румуни                                        | Румуни                                        |                                               | 3.738                                         | 95,3%                                         |
| Мађари                                        | Мађари                                        |                                               | 71                                            | 1,8%                                          |
| Немци                                         | Немци                                         |                                               | 114                                           | 2,9%                                          |